# Aculus eurynotus
Espèce
Aculus eurynotus est une espèce d'acariens de la famille des Eriophyidae et du genre Aculus. C'est un parasite de Daucus carota (la Carotte), Torilis arvensis et Torilis japonica. Ces acariens vagabondent sur la face inférieure des feuilles. À des densités élevées, des roussissements peuvent se produire.

## Répartition
Il est présent en Europe en Autriche, Allemagne, Hongrie, Italie, Pologne et ex-Yougoslavie.

## Systématique
Le nom scientifique complet (avec auteur) de ce taxon est Aculus eurynotus (Nalepa, 1894).
Cette espèce a d'abord été classée dans le genre Phyllocoptes sous le basionyme Phyllocoptes eurynotus Nalepa, 1894.